# Estrela Negra de Bissau
Ne doit pas être confondu avec Estrela Negra de Bolama.
L'Estrela Negra de Bissau  est un club bissau-guinéen de football basé à Bissau.

## Palmarès
- Coupe de Guinée-Bissau de football (1)
  - Vainqueur : 1980
  - Finaliste : 1978, 2014